# 朱慧珊
朱慧珊（英語：Jaclyn Chu Wai Shan，1966年3月7日—），香港主持人，前亞洲電視及無綫電視女藝員。曾在1985年參選由亞洲電視舉辦的第一屆亞洲小姐競選並奪得由傳媒投票選出的「和平小姐」。

## 生平
朱慧珊中學時就讀大埔中華基督教會正而學校和王肇枝中學，後來參加1985年亞洲小姐，獲得和平小姐名銜。其後簽約亞洲電視，為亞視藝人，演出多部電視劇。1989年轉投無綫電視，主力主持《歡樂今宵》。朱慧珊在中學三年級時已有將來成為新聞主播及記者的夢想，高中時成績優異，並且有良好的英文寫作。雖然她在香港未能考進大學，但她已成功獲得美國雪城大學的取錄，後來因入職亞洲電視並放棄前往該大學修讀本科。
1999年，朱慧珊重返亞視，更與何守信一同出任亞視新聞主播。後期多專注資訊節目工作，包括潮流雜誌節目《慧珊時尚坊》，並開創了同類型節目的先河。2009年，朱慧珊不滿亞視藝人簽約新政策，決定離開亞視。2011年9月，朱慧珊又一次重返亞視，並隨即主持大型跳舞比賽《亞洲星光大道4》及《ATV感動香港年度人物推選》。
隨著亞視不獲續牌，2015年9月，朱慧珊再度離開亞視。亞視後來以OTT數碼形式重新開台，至2018年9月5日，她與吳雲甫、梁思浩及前無綫新聞主播之一周嘉儀和黃紫盈等人出席大埔工業邨亞視總台全新資訊節目《香港追擊搜》的宣傳活動。

### 個人
1995年，朱慧珊嫁給法律顧問葉順榮，婚後10個月閃電離婚；2008年，跟拍拖11年的商人賈鈞鵬於關島註冊結婚。

## 電視劇（亞洲電視）
- 1985年：群芳頌
- 1986年：冒險家樂園
- 1986年：斷腸人在天涯
- 1986年：時光倒流70年
- 1987年：紅塵 飾 梅淑韻（Ada）
- 1987年：鐵血藍天
- 1987年：滿清十三皇朝之努爾哈赤 飾 佟佳氏
- 1987年：天橋  飾 cathy
- 1988年：黑夜 飾 楊允芝
- 1988年：愛火奔流
- 1989年：上海風雲 飾 孫小冬

## 電影
- 1989年：四千金
- 1990年：脂粉雙雄 飾 朱慧文（女警）
- 1990年：屍家重地 飾 小祥媽
- 1992年：龍貓燒鬚
- 1995年：流浪舞台

## 電視劇（無綫電視）
- 1991年：橫財三千萬 飾 李麗霞
- 1992年：兄兄我我 飾 歐嘉麗
- 1993年：精靈酒店

## 主持（亞洲電視）
- 1986年：綜合86-300次
- 1989年: 亞視煙花照萬家巨星獻禮
- 1999年：亞視七點半新聞
- 1999年：亞洲早晨
- 2000年：亞視六點鐘新聞
- 2001年：世界不平常
- 2001年：下午T1T
- 2002年：群雄奪寶
- 2002年：全民大測試
- 2003年：抗炎行動
- 2003年：走馬南粵 廣東高層新思維
- 2004年：放眼東北
- 2005年：香港風華
- 2005年：三年零八個月
- 2002年－2007年：慧珊時尚坊
- 2007年：5個半a餐--尚·流
- 2008年：百年基石－香港地產史話
- 2008年：文化潮流
- 2009年：生活著數台
- 2011年：亞洲星光大道4
- 2012年：倫敦奧運開幕大派對（亞視與無綫聯合製作）
- 2012年：ATV 2013節目巡禮
- 2013年：ATV2013感動香港人物推選
- 2013年：ATV2013感動香港年度人物頒獎禮
- 2013年: ATV 2013人氣春晚 唱紅亞洲
- 2013年: 愛．潮流
- 2014年: 亞洲小姐競選

## 綜合節目（亞洲電視）
- 亞洲小姐競選
- 亞洲先生競選
- ATV感動香港年度人物頒獎禮

## 主持（無綫電視）
- 1989-1994年：歡樂今宵
- 1990、1993年：寰宇風情 菲律賓、斯里蘭卡、馬爾代夫特輯
- 1991年：猛料差館
- 1991年：省港澳呈祥迎新歲 澳門現場
- 1992年：金猴接福迎新歲
- 1993-1994年：不可思議星期二
- 1993年：大懷舊1993（嘉賓主持）
- 1993年：深愛著您陳百強
- 1994年：繽紛居樂部
- 1995年：奇趣任縱橫
- 1996年：奇程萬里

## 曾獲獎項
- 1985年：亞洲小姐-和平小姐

## 代言廣告
- 澳門公共汽車有限公司18號路線
- 香港市政局政府宣傳片 切勿亂拋垃圾 及 隨地吐痰

## 外部連結
- 【亞姐百人】朱慧珊主持 陳啟泰 問題青年團 - 古卓文 彭遠揚(1) （页面存档备份，存于） 上传于 2013-04-28 优酷网